# 花とアリス
『花とアリス』（はなとアリス、英称：Hana and Alice）は、岩井俊二監督の日本映画。長編と短編の2つが存在する。また、岩井俊二本人によるコミカライズ作品が角川書店より出版された。
前日譚となる関連作品『花とアリス殺人事件』（はなとアリスさつじんじけん）が2015年2月長編アニメーション映画化された。

## 登場人物
荒井 花（あらい はな） / 花
演 - 鈴木杏
幼馴染のアリスにいつも振り回されている。一目惚れした宮本先輩に猛烈にアプローチをかけるも、宮本の反応はイマイチ。宮本とアリスが密会していることが気になっている。
有栖川 徹子（ありすがわ てつこ） / アリス
演 - 蒼井優
天真爛漫な性格で、いつも花を振り回す。花の恋に協力するも、宮本に好かれてしまい戸惑っている。
宮本 雅志（みやもと まさし）
演 - 郭智博
寿限無の暗唱に命を懸ける男。花に猛烈アプローチされるも、本当はアリスに好意を抱いている。

## 花とアリス（ショートフィルム 〈DVD版、Web版〉）
2003年3月24日にキットカットの日本発売30周年を記念してネスレコンフェクショナリー株式会社が運営するウェブサイト「ブレイクタウン」でネット配信された短編映画。第一章「花の恋」、第二章「花の嵐 I 秘密」「花の嵐 II 乱舞」、第三章「花とアリス」の3章4部構成で公開された。なお、現在Web上での公開は終了しているが、この作品は映画「花とアリス」DVD特別版の特典ディスクでみることができる。ただし、編集されたシーンや追加されたシーンが一部あるので厳密にはWeb版とは同じものではない。

### ストーリー
「花の恋」
アリスが恋した高校生を見に行った花は、一緒にいた友人に一目惚れしてしまう。一目惚れした彼をストーキングした花は、彼が手塚高校の生徒だと知る。
「花の嵐 I 秘密」
四月、手塚高校に入学した花とアリス。花は、一目惚れした宮本がいる落語研究会に入部する。宮本とデートしている所をアリスに見られたものの、アリスは宮本の事を覚えていなかった。しかし、ほっとしたのも束の間、自分の家に宮本を招いた花は、パソコンに入れてあった大量の宮本の写真を、本人に見られてしまう。そして、その写真がアリスによって撮られたと、とっさにうそをついてしまう。
「花の嵐 II 乱舞」
何故かアリスの事を好きになってしまった宮本。アリスは上手くかわすものの、三人の間には微妙な空気が流れ始める。一方、花と一緒に祭りに行った宮本だったが、其処でアリスの幻覚を見て卒倒してしまう。宮本を家に担ぎ込んだ花は、宮本の為に薬を買いに行き、その途中、どしゃ降りの雨の中でバレエを踊る人の姿を見る。
「花とアリス」
遂に三人の関係はこじれ始める。三人で遊びに行った海で、花とアリスは宮本を取り合い、取っ組み合いの大喧嘩をしてしまう。文化祭の日、宮本がアリスを好きな事に気付いた花は、高座の舞台袖で自分の恋を諦める事を宮本に告げる。しかし、宮本は花の事を受け入れるのだった。そして高座に上がった花。観客が居なくなった客席には一人、アリスの姿があった。

### スタッフ
- 監督: 岩井俊二
- 撮影監督: 篠田昇

### 豆知識
最後の落語披露の場面で花が演じるのは『片棒』、ア太郎先輩が演じるのは『粗忽の使者』、宮本先輩が演じるのは『寿限無』という古典落語の演目である。また、落語研究会のそれぞれの高座名「花屋ピュンピュン丸」「モーレツ亭ア太郎」「爆発屋五郎」は昔の人気アニメ（『花のピュンピュン丸』『もーれつア太郎』『ばくはつ五郎』）からとっている。

## 花とアリス（長編・実写劇場版）
前年にインターネット配信された短編映画をもとに、長編映画として制作された。荒井花と有栖川徹子が入学した手塚高校の先輩、宮本雅志を巡る三角関係を描く。

### スタッフ
- 監督・脚本・音楽・プロデューサー：岩井俊二
- 撮影監督：篠田昇
- 撮影：角田真一
- 美術：種田陽平
- 照明：樋浦雅紀、中須岳士
- 録音：岸直隆、益子宏明
- スチール：アイビー・チェン
- 視覚効果：伊藤太一
- スタイリスト：申谷弘美
- バレエ指導：千歳美香子
- 落語指導：古今亭菊之丞
- ポスプロ：NTTメディアラボ、アオイスタジオ
- 現像・キネコ：IMAGICA
- 劇中キャラクター使用協力：手塚プロダクション、東映アニメーション
- アソシエイトプロデューサー：前田浩子
- ラインプロデューサー：中山賢一
- 協賛：ネスレコンフェクショナリー
- 制作協力：ジェイ・ウォルター・トンプソン・ジャパン、イメージ・ワン
- 製作：ロックウェルアイズ

### キャスト
- 荒井花（花）：鈴木杏
- 有栖川徹子（アリス）：蒼井優
- 宮本雅志：郭智博
- 黒柳健次（アリスの父）：平泉成
- 堤ユキ（バレエ教室講師）：木村多江
- 有栖川加代（アリスの母）：相田翔子
- 加代の連れの男：阿部寛
- 編集者現場担当：広末涼子
- リョウ･タグチ：大沢たかお
- 池田沙織（キットカットオーディション参加者）：伊藤歩
- 楠木れんこ（スカウト）：ふせえり
- 洩津当郎（猛烈亭ア太郎）：坂本真
- 部活見学受付：池永亜美
- 文化祭司会、電車でいちゃつく女：相坂真菜美
- 佐藤拓哉（文化祭司会）：石川伸一郎
- アリスの同級生：篠原さや
- 荒井友美（花の母）：キムラ緑子
- オーディション演技審査（『漂流少年』監督）：中野裕之
- オーディション演技指導（『漂流少年』AD）：大森南朋
- 演技オーディション参加者（秋子さん）：虻川美穂子（北陽）
- 「サルとルー」面接官：森下能幸
- ルー大柴：ルー大柴
- 室伏エリカ（「サルとルー」面接参加者）：アジャ・コング
- CM撮影スタッフ：梶原善
- CM撮影スタッフ（若手）：笠原秀幸
- 叶美香（人気有名女優）：叶美香
- 泣きの演技指導者（『冬の燕』スタッフ）：吉岡秀隆（声のみ）
- 医者：テリー伊藤
- 町田梓（モデルオーディション参加者）：松田一沙
- HARUMI（モデルオーディション参加者）：松尾れい子
- 双子のモデル：児玉真菜
- 矢上風子（写真好きのアリスの同級生）：黒澤愛
- デイヴ（留学生）：Dave Lee（デイヴ･リー）
- 祭りのおじさん：城明男
- 修行する外人：Nnikolai Iensen（ニコライ･イェンセン）
- 修行する外人：Luis Cerda（ルイス･セレダ）
- 河井信哉、寺十吾、品田英雄、塩谷恵子、猫田直、岸田茜、桑野東萌、三根麻由、園原佑紀乃、久我未来、細山田隆人、藤原ひとみ、嶋田絵里奈、桜川博子、吉沢亜希子、齋藤真実、鈴木麗、山本みのり、相能美那子、樋口真未、小森あみ、石井里弥、榎本禅岳、榎本孝洋

### 特徴
- 駅名や学校名などに漫画家の名前が多く登場する。
- エンドロールはすべて英語である（梶原善を表記した“Kajiwara Zen”は“Kajihara Zen”の間違い。）。
- 作中で登場人物が見る映画として『太陽の王子 ホルスの大冒険』が引用されている[2]。

### 関連商品
- H&A（CD）／岩井俊二（ノーマンズ･ノーズ、NNC-0001、2004.3.13） - 映画「花とアリス」のオリジナル･サウンドトラック
- 花とアリス（コミック）／著：岩井俊二（角川書店、2004.9.27） - 絵コンテを元にした原作コミック。 ISBN 978-4048537438
- 花とアリス寫眞舘（写真集）／撮影：篠田昇／井上貴之／アイビー・チェン、監修：岩井俊二（扶桑社、2004.9.30） - オリジナルストーリーによる写真集。 ISBN 978-4594048075

### 関連商品（映画）
- 花とアリス 特別版（DVD、ノーマンズ･ノーズ、NND-0008、2004.10.8）- 特典Disc付の2枚組
- 花とアリス 通常版（DVD、ノーマンズ･ノーズ、NND-0009、2004.10.8）
- 花とアリス （Blu-ray、ポニーキャニオン、PCXP-50091、2012.9.6） - HDリマスター

## 花とアリス殺人事件
『花とアリス殺人事件』は、2015年2月20日公開の日本の長編アニメーション映画。
実写映画『花とアリス』の前日譚となる作品。脚本・監督は前作同様に岩井俊二が手がけ、声の出演も蒼井優と鈴木杏が務める。
2015年アヌシー国際アニメーション映画祭の長編コンペティション部門正式出品、第19回文化庁メディア芸術祭アニメーション部門優秀賞受賞作品。

### 主なキャスト
主なキャストの詳細は、上記「登場人物」を参照。◎印は、今作初登場人物。
荒井花（花）
声 - 鈴木杏
有栖川徹子（アリス）
声 - 蒼井優
黒柳健次、初老の社員
声 - 平泉成 二役
有栖川加代
声 - 相田翔子
荒井友美
声 - キムラ緑子
堤ユキ
声 - 木村多江
矢上風子
声 - 清水由紀
湯田光太郎 ◎
声 - 勝地涼
殺人事件のカギを握る男。
萩野里美 ◎
声 - 黒木華
花とアリスの担任の先生。
陸奥睦美 ◎
声 - 鈴木蘭々
花の同級生。
朝長先生 ◎
声 - 郭智博（前作の『花とアリス』では、宮本雅志 役）

### スタッフ
- 原作・脚本・企画・製作・プロデュース・編集・音楽・監督 - 岩井俊二
- 製作 - 中山良夫、古田彰一、遠藤茂行、水口昌彦、都築伸一郎
- ゼネラルプロデューサー - 奥田誠治
- エグゼクティブプロデューサー - 門屋大輔、高橋望
- プロデューサー - 岩佐直樹、水野昌
- 3DCGアニメーションパートディレクター - 櫻木優平
- ロトスコープアニメーションディレクター - 久野遥子
- 色彩設計 - 片山由美子
- 美術監督 - 滝口比呂志
- 実写撮影監督 - 神戸千木
- 製作幹事 - 日本テレビ放送網、ロックウェルアイズ
- 制作 - ロックウェルアイズ、スティーブンスティーブン
- 特別協賛 - ネスレ日本
- 配給 - ティ・ジョイ
- 配給協力 - 東映
- 宣伝 - ブラウニー、パジー・エンタテインメント
- 製作 - 花とアリス殺人事件製作委員会（日本テレビ放送網、ロックウェルアイズ、スティーブンスティーブン、東映、ポニーキャニオン、小学館）

### 主題歌
『fish in the pool』(ヘクとパスカル)
作詞 - 岩井俊二 / 編曲 - 桑原まこ / 歌 - 椎名琴音

### 製作
企画の構想自体は、2004年に公開された実写映画『花とアリス』の制作後に遡る。その頃よりすでに、前日譚となる物語のアニメーション化を前提とした脚本作りが温められていた。制作理由として監督の岩井は、「花とアリスでは"友情の終わり"を描いていた気がして、そうしたら、"友情の始まり"はどうなるのか、自分の中で気になった」「友情の始まりを描くにあたり、当初の花とアリスの設定は小学生。また、蒼井優や鈴木杏にお願いするにもアニメだと声だけでいいと思っていたので、最初からアニメを想定していた。」と述べている。
本作は、絵コンテをもとに実写映像を撮り、その体の動きをトレースして絵にする「ロトスコープ」というアニメーション手法で制作されている。

#### 封切り
2015年2月20日に新宿バルト9ほか全国40スクリーンで公開。
同年4月、世界最大規模のアニメ映画祭であるアヌシー国際アニメーション映画祭にて、グランプリにあたるクリスタル賞にノミネートされる。また、11月には文化庁メディア芸術祭にて、アニメーション部門優秀賞を受賞した。

### 受賞
- 第19回文化庁メディア芸術祭
  - アニメーション部門優秀賞[3]
- VFX-JAPANアワード 2016
  - 劇場公開アニメーション映画部門 優秀賞[8]
- 2015年アヌシー国際アニメーション映画祭
  - 長編コンペティション部門正式出品[4]
- スコットランド・ラブズ・アニメ 2015
  - The Audience Award（観客賞）[9]

### Blu-ray / DVD
2015年8月12日発売。発売元・販売元はポニーキャニオン。
- 花とアリス殺人事件本編ディスク
  - 映像特典
    - 特報・劇場予告編・TVスポット集
- 特典ディスク
  - スペシャルインタビュー（岩井俊二監督×蒼井優×鈴木杏）完全版
  - 完成披露試写会・公開初日舞台挨拶
  - 岩井俊二監督　スペシャルロングインタビュー
  - Creator's Interview「花とアリス殺人事件」を語る（高畑勲監督／新海誠監督）

### 関連書籍
花とアリス殺人事件 ノベライズ
ノベライズ本。著者は乙一。原作は岩井俊二。小学館刊。2015年2月4日発売。ISBN 978-4-09-386405-3
花とアリス殺人事件 コミカライズ
コミカライズ本。漫画は道満晴明。原作は岩井俊二。小学館刊。2015年10月9日発売。ISBN 978-4-09-187249-4